# Excel (Alabama)
Pour les articles homonymes, voir Excel (homonymie).
Excel est une municipalité américaine située dans le comté de Monroe en Alabama.

## Démographie
Selon le recensement de 2010, sa population est de 723 habitants. La municipalité s'étend sur 1,65 milles carrés (4,27 km2).
| 1950 | 1960 | 1970 | 1980 | 1990 | 2000 | 2010 | - |
| ---- | ---- | ---- | ---- | ---- | ---- | ---- | - |
| 316  | 313  | 422  | 385  | 571  | 582  | 723  | - |